# Olympische Sommerspiele 2012/Leichtathletik – 100 m (Frauen)

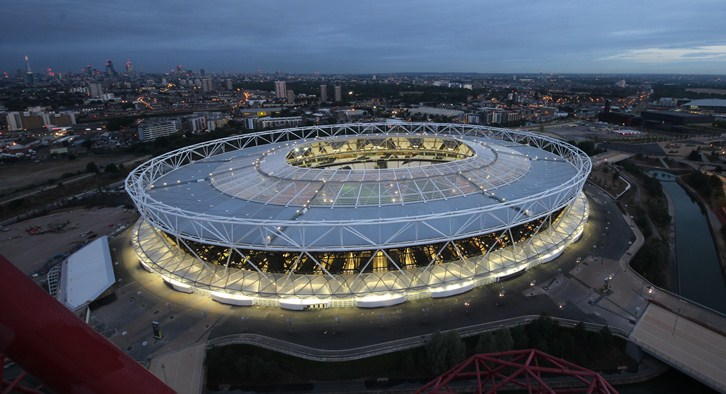
Das Olympiastadion von London im Jahr 2015

Der 100-Meter-Lauf der Frauen bei den Olympischen Spielen 2012 in London wurde am 3. und 4. August 2012 im Olympiastadion London ausgetragen. 79 Athletinnen nahmen teil.
Olympiasiegerin wurde die Jamaikanerin Shelly-Ann Fraser-Pryce. Sie gewann vor der US-Amerikanerin Carmelita Jeter und der Jamaikanerin Veronica Campbell-Brown.
Für Deutschland gingen Tatjana Pinto und Verena Sailer an den Start. Pinto schied in der Vorrunde aus, Sailer im Halbfinale.

Athletinnen aus der Schweiz, Österreich und Liechtenstein nahmen nicht teil.

## Aktuelle Titelträgerinnen

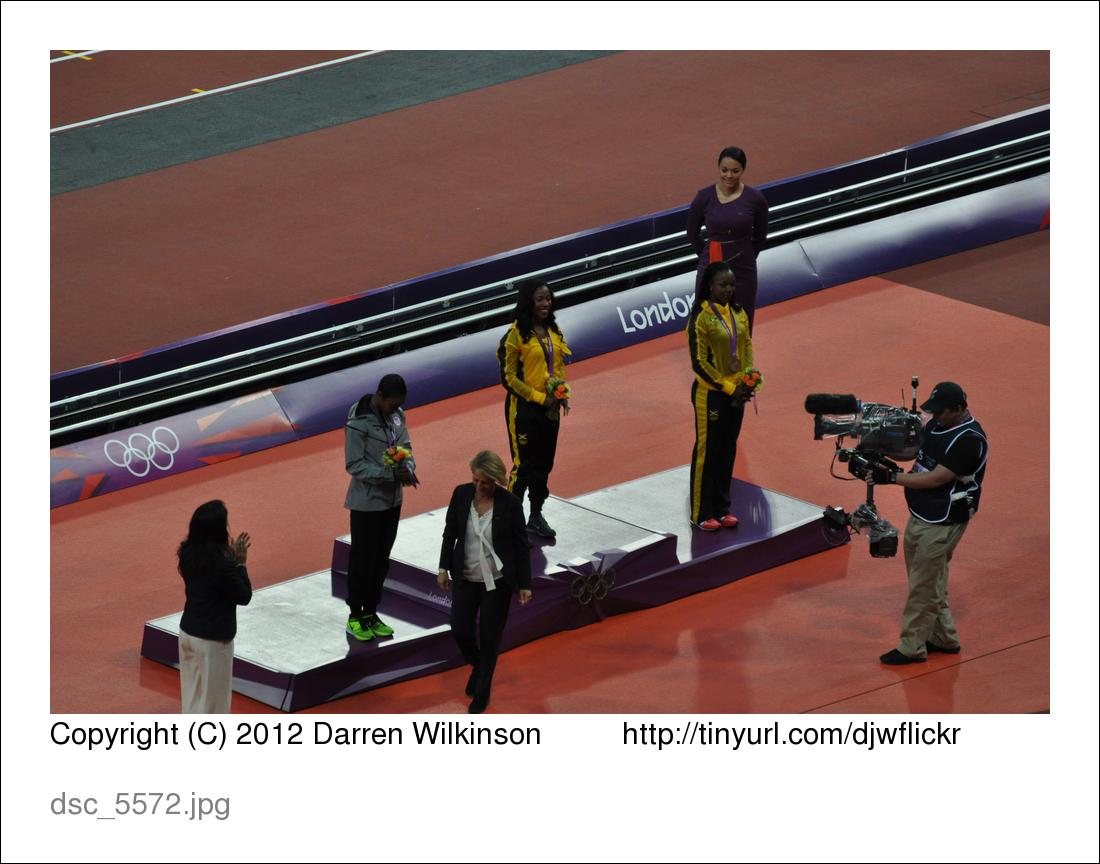
Siegerehrung (v. l. n. r.): Carmelita Jeter (Silber), Shelly-Ann Fraser-Pryce (Gold), Veronica Campbell-Brown (Bronze)

| Olympiasiegerin                      | Shelly-Ann Fraser-Pryce ( Jamaika)   | 10,78 s | Peking 2008       |
| Weltmeisterin                        | Carmelita Jeter ( USA)               | 10,90 s | Daegu 2011        |
| Europameisterin                      | Iwet Lalowa ( Bulgarien)             | 11,28 s | Helsinki 2012     |
| Zentralamerika und Karibik-Meisterin | Semoy Hackett ( Trinidad und Tobago) | 11,27 s | Mayagüez 2011     |
| Südamerika-Meisterin                 | Ana Cláudia Silva ( Brasilien)       | 11,46 s | Buenos Aires 2011 |
| Asienmeisterin                       | Goʻzal Xubbiyeva ( Usbekistan)       | 11,39 s | Kōbe 2011         |
| Afrikameisterin                      | Ruddy Zang Milama ( Gabun)           | 11,16 s | Porto-Novo 2012   |
| Ozeanienmeisterin                    | Larissa Dyke ( Neuseeland)           | 12,32 s | Cairns 2012       |

## Rekorde

### Bestehende Rekorde
| Weltrekord         | Florence Griffith-Joyner ( USA) | 10,49 s | Indianapolis    | 16. Juli 1988      |
| Olympischer Rekord | Florence Griffith-Joyner ( USA) | 10,62 s | Finale OS Seoul | 25. September 1988 |

Der bestehende olympische Rekord wurde bei diesen Spielen nicht erreicht. Die schnellste Zeit erzielte die jamaikanische Olympiasiegerin Shelly-Ann Fraser-Pryce mit 10,75 s im Finale am 4. August bei einem Rückenwind von 1,5 m/s. Den olympischen Rekord verfehlte sie dabei um dreizehn Hundertstelsekunden. Zum Weltrekord fehlten ihr 26 Hundertstelsekunden.

### Rekordverbesserungen
Es wurden sieben Landesrekorde aufgestellt:
- 13,48 s – Asenate Manoa (Tuvalu), zweiter Vorausscheidungslauf am 3. August bei einem Gegenwind von 0,2 m/s
- 11,14 s – Ezinne Okparaebo (Norwegen), erster Vorlauf am 3. August bei einem Rückenwind von 0,4 m/s
- 11,19 s – Lina Grinčikaitė (Litauen), dritter Vorlauf am 3. August bei einem Rückenwind von 1,5 m/s
- 12,06 s – Saruba Colley (Gambia), dritter Vorlauf am 3. August bei einem Rückenwind von 1,5 m/s
- 10,99 s – Murielle Ahouré (Elfenbeinküste), siebter Vorlauf am 3. August bei einem Rückenwind von 1,3 m/s
- 11,07 s – Laverne Jones-Ferrette (Amerikanische Jungferninseln), siebter Vorlauf am 3. August bei einem Rückenwind von 1,3 m/s
- 11,10 s – Ezinne Okparaebo (Norwegen), zweites Halbfinale am 4. August bei einem Rückenwind von 1,2 m/s

Anmerkung:
Alle Zeiten in diesem Beitrag sind nach Ortszeit London (UTC±0) angegeben.

## Doping
In diesem Wettbewerb gab es zwei Dopingfälle:
- Die Sprinterin Tameka Williams aus St. Kitts und Nevis gab die Einnahme verbotener Mittel nach einem positiven Test zu und musste das olympische Dorf vor Beginn der Wettkämpfe verlassen.[2]
- Die im Halbfinale ausgeschiedene Semoy Hackett aus Trinidad und Tobago wurde zusammen mit einer Landsfrau am 9. Juni 2012 positiv getestet. Ihre hier in London erzielten Resultate wurden annulliert. Davon waren auch das Rennen über 200 Meter, in dem sie Achte geworden war, sowie die 4-mal-100-Meter-Staffel, mit der sie im Finale das Ziel nicht erreicht hatte, betroffen. Darüber hinaus erhielt sie eine Sperre über zwei Jahre und vier Monate vom 1. Januar 2013 bis 30. April 2015.[3]

Leidtragende war Goʻzal Xubbiyeva aus Usbekistan, der die ihr zustehende Teilnahme am Halbfinale genommen wurde.

## Vorausscheidung
Die Athletinnen traten zu insgesamt vier Läufen an. Daraus qualifizierten sich für die Vorrunde pro Lauf die ersten zwei Athletinnen (hellblau unterlegt). Darüber hinaus kamen die zwei Zeitschnellsten, die sogenannten Lucky Loser (hellgrün unterlegt), weiter.

### Lauf 1

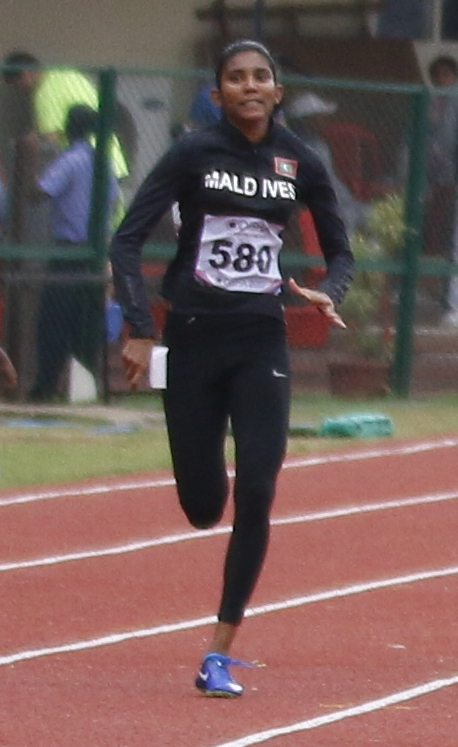
Afa Ismail – ausgeschieden als Fünfte des ersten Vorausscheidungslaufs

3. August 2012, 10:40 Uhr
Wind: +0,9 m/s
| Platz | Name                    | Nation    | Zeit (s) |
| ----- | ----------------------- | --------- | -------- |
| 1     | Feta Ahamada            | Komoren   | 11,81    |
| 2     | Dana Hussein Abdulrazak | Irak      | 11,91    |
| 3     | Bamab Napo              | Togo      | 12,24    |
| 4     | Chauzje Choosha         | Sambia    | 12,29    |
| 5     | Afa Ismail              | Malediven | 12,52    |
| 6     | Rima Taha               | Jordanien | 12,66    |
| 7     | Aissata Toure           | Guinea    | 13,25    |
| 8     | Kaingaue David          | Kiribati  | 13,61    |

### Lauf 2
3. August 2012, 10:47 Uhr
Wind: −0,2 m/s
| Platz | Name                    | Nation  | Zeit (s) | Anmerkung |
| ----- | ----------------------- | ------- | -------- | --------- |
| 1     | Delphine Atangana       | Kamerun | 11,71    |           |
| 2     | Kaina Martinez          | Belize  | 11,81    |           |
| 3     | Diane Borg              | Malta   | 12,00    |           |
| 4     | Shinoona Salah al-Habsi | Oman    | 12,45    |           |
| 5     | Cristina Llovera        | Andorra | 12,78    |           |
| 6     | Nafissa Souleymane      | Niger   | 12,81    |           |
| 7     | Asenate Manoa           | Tuvalu  | 13,48    | NR        |
| 8     | Fatima Dahman           | Jemen   | 13,95    |           |

### Lauf 3
3. August 2012, 10:54 Uhr
Wind: +0,2 m/s
| Platz | Name                | Nation         | Zeit (s) |
| ----- | ------------------- | -------------- | -------- |
| 1     | Lorène Bazolo       | Republik Kongo | 11,87    |
| 2     | Fong Yee Pui        | Hongkong       | 12,02    |
| 3     | Patricia Taea       | Cookinseln     | 12,47    |
| 4     | Maýsa Rejepowa      | Turkmenistan   | 12,80    |
| 5     | Pauline Kwalea      | Salomonen      | 12,90    |
| 6     | Laenly Phoutthavong | Laos           | 13,15    |
| 7     | Ruby Joy Gabriel    | Palau          | 13,34    |
| DNF   | Noor al-Malki       | Katar          |          |

### Lauf 4
3. August 2012, 11:01 Uhr
Wind: −1,6 m/s
| Platz | Name              | Nation                             | Zeit (s) |
| ----- | ----------------- | ---------------------------------- | -------- |
| 1     | Toea Wisil        | Papua-Neuguinea                    | 11,60    |
| 2     | Saruba Colley     | Gambia                             | 12,21    |
| 3     | Martina Pretelli  | San Marino                         | 12,41    |
| 4     | Lidiane Lopes     | Kap Verde                          | 12,72    |
| 5     | Hala Gezah        | Libyen                             | 13,24    |
| 6     | Pramila Rijal     | Nepal                              | 13,33    |
| 7     | Janice Alatoa     | Vanuatu                            | 13,60    |
| 8     | Mihter Wendolin   | Föderierte Staaten von Mikronesien | 13,67    |
| 9     | Tahmina Kohistani | Afghanistan                        | 14,42    |

## Vorläufe
Es wurden sieben Vorläufe durchgeführt. Für das Halbfinale qualifizierten sich pro Lauf die ersten drei Athletinnen (hellblau unterlegt). Darüber hinaus kamen die drei Zeitschnellsten, die sogenannten Lucky Loser (hellgrün unterlegt), weiter.

### Vorlauf 1

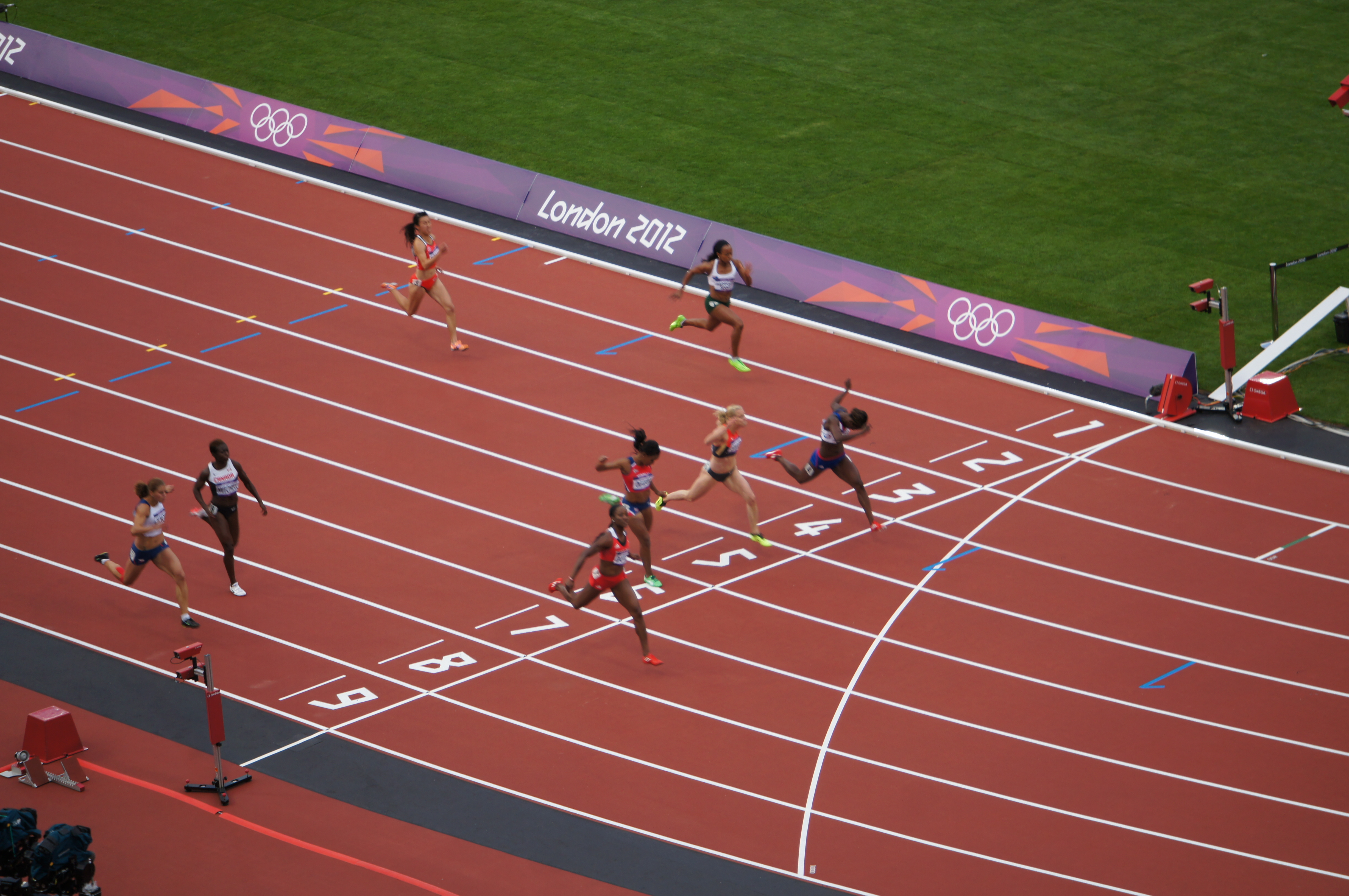
Zieleinlauf Vorlauf eins: Tahesia Harrigan-Scott (Bahn 2), Fong Yee Pui (B. 3), Myriam Soumaré (B. 4), Verena Sailer (B. 5), Ezinne Okparaebo (B. 6), Kelly-Ann Baptiste (B. 7), Kerri-Ann Mitchell (B. 8), Kateřina Čechová (B. 9)

3. August 2012, 19:05 Uhr
Wind: +0,4 m/s
| Platz | Name                   | Nation                   | Zeit (s) | Anmerkung |
| ----- | ---------------------- | ------------------------ | -------- | --------- |
| 1     | Kelly-Ann Baptiste     | Trinidad und Tobago      | 10,96    |           |
| 2     | Myriam Soumaré         | Frankreich               | 11,07    |           |
| 3     | Verena Sailer          | Deutschland              | 11,12    |           |
| 4     | Ezinne Okparaebo       | Norwegen                 | 11,14    | NR        |
| 5     | Kateřina Čechová       | Tschechien               | 11,43    |           |
| 6     | Kerri-Ann Mitchell     | Kanada                   | 11,49    |           |
| 7     | Tahesia Harrigan-Scott | Britische Jungferninseln | 11,59    |           |
| 8     | Fong Yee Pui           | Hongkong                 | 11,98    |           |

### Vorlauf 2

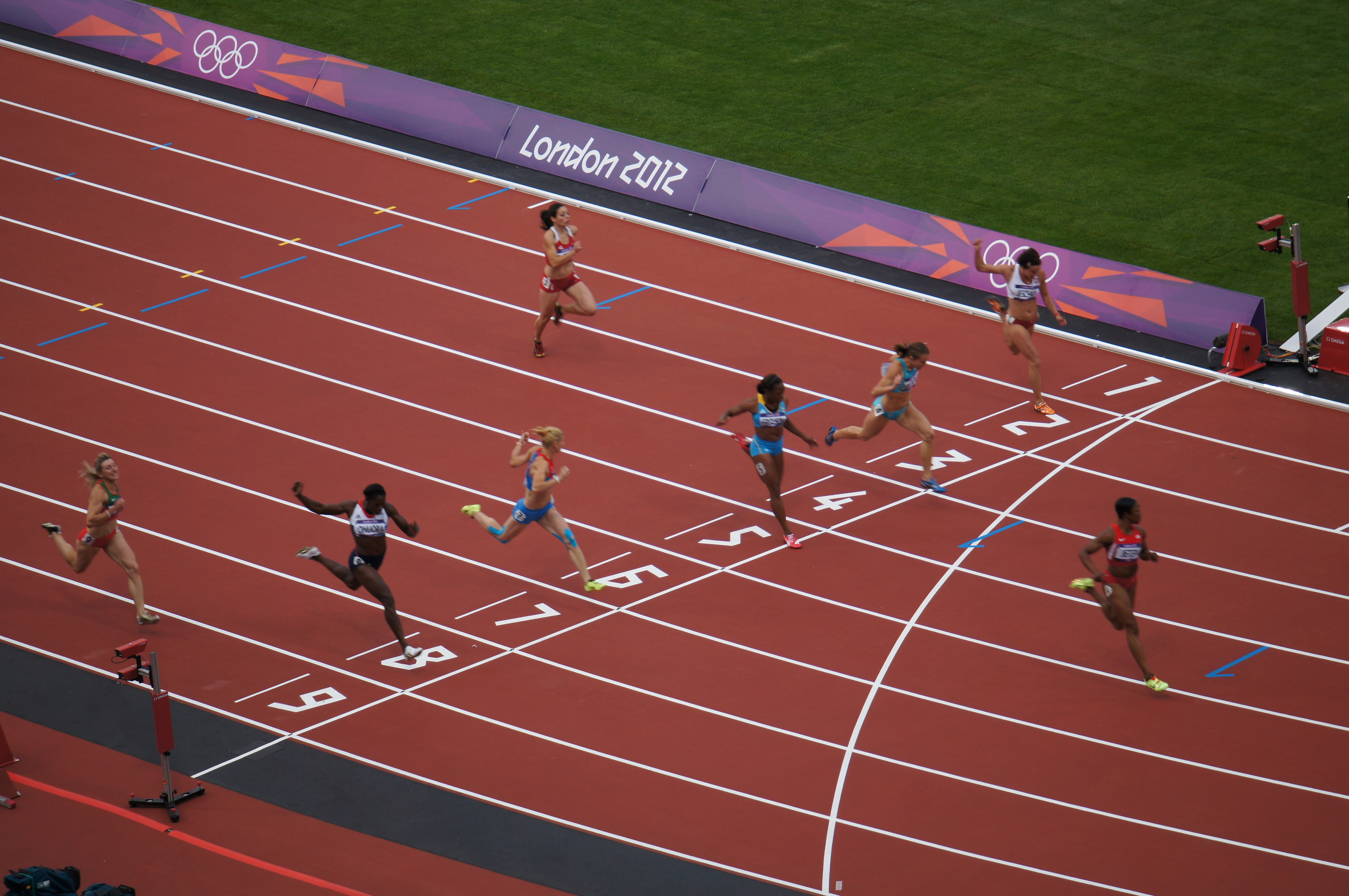
Zieleinlauf Vorlauf zwei: Marta Jeschke (Bahn 2), Diane Borg (B. 3), Olga Bludowa (B. 4), Sheniqua Ferguson (B. 5), Carmelita Jeter (B. 6), Olga Belkina (B. 7), Anyika Onuora (B. 8), Julija Balykina (B. 9)

3. August 2012, 19:13 Uhr
Wind: +1,5 m/s
| Platz | Name              | Nation         | Zeit (s) |
| ----- | ----------------- | -------------- | -------- |
| 1     | Carmelita Jeter   | USA            | 10,83    |
| 2     | Olga Bludowa      | Kasachstan     | 11,31    |
| 3     | Sheniqua Ferguson | Bahamas        | 11,35    |
| 4     | Olga Belkina      | Russland       | 11,38    |
| 5     | Anyika Onuora     | Großbritannien | 11,41    |
| 6     | Marta Jeschke     | Polen          | 11,42    |
| 7     | Julija Balykina   | Belarus        | 11,70    |
| 8     | Diane Borg        | Malta          | 11,92    |

### Vorlauf 3

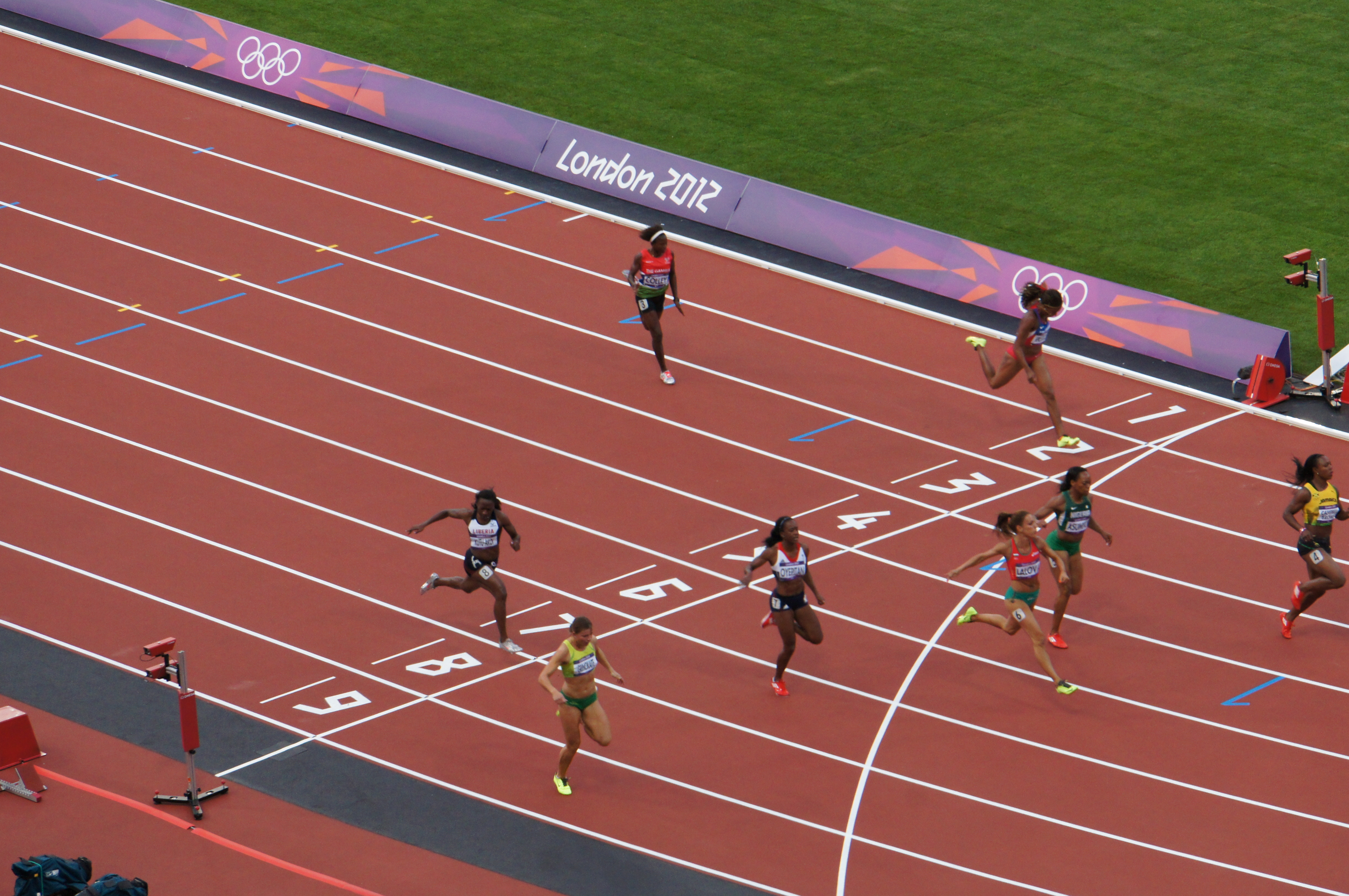
Zieleinlauf Vorlauf drei: Yomara Hinestroza (Bahn 2), Saruba Colley (B. 3), Veronica Campbell-Brown (B. 4), Gloria Asumnu (B. 5), Iwet Lalowa (B. 6), Abiodun Oyepitan (B. 7), Phobey Kutu-Akoi (B. 8), Lina Grinčikaitė (B. 9)

3. August 2012, 19:21 Uhr
Wind: +1,5 m/s
| Platz | Name                    | Nation         | Zeit (s) | Anmerkung |
| ----- | ----------------------- | -------------- | -------- | --------- |
| 1     | Veronica Campbell-Brown | Jamaika        | 10,94    |           |
| 2     | Iwet Lalowa             | Bulgarien      | 11,06    |           |
| 3     | Gloria Asumnu           | Nigeria        | 11,13    |           |
| 4     | Lina Grinčikaitė        | Litauen        | 11,19    | NR        |
| 5     | Abiodun Oyepitan        | Großbritannien | 11,22    |           |
| 6     | Phobay Kutu-Akoi        | Liberia        | 11,52    |           |
| 7     | Yomara Hinestroza       | Kolumbien      | 11,56    |           |
| 8     | Saruba Colley           | Gambia         | 12,06    | NR        |

### Vorlauf 4

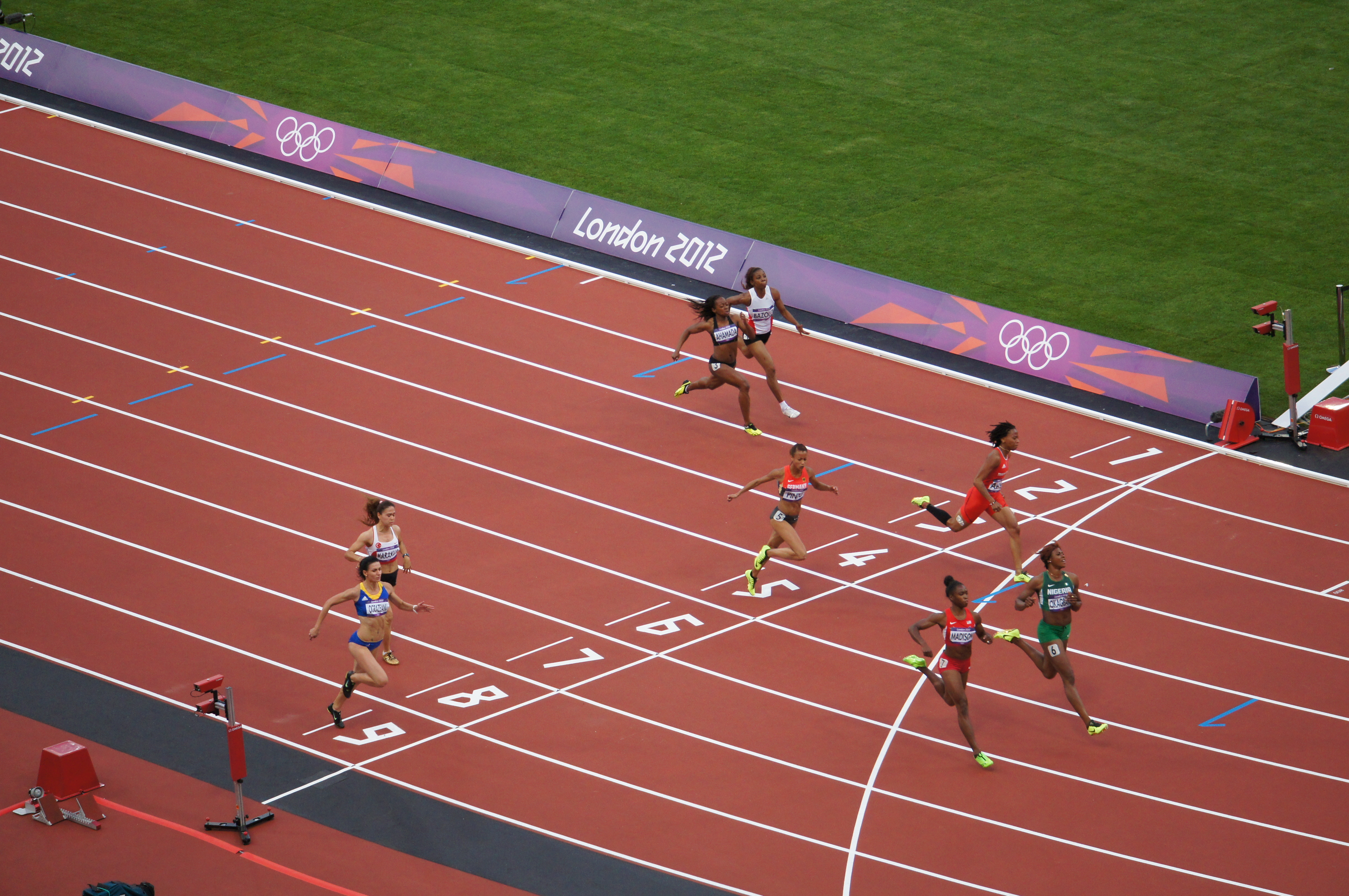
Zieleinlauf Vorlauf 4: Lorène Bazolo (Bahn 2), Feta Ahamada (B. 3), Michelle-Lee Ahye (B. 4), Tatjana Pinto (B. 5), Blessing Okagbare (B. 6), Tianna Madison (B. 7), Nimet Karakus (B. 8), Andreea Ogrăzeanu (B. 9)

3. August 2012, 19:29 Uhr
Wind: +0,7 m/s
| Platz | Name              | Nation              | Zeit (s) |
| ----- | ----------------- | ------------------- | -------- |
| 1     | Blessing Okagbare | Nigeria             | 10,93    |
| 2     | Tianna Madison    | USA                 | 10,97    |
| 3     | Michelle-Lee Ahye | Trinidad und Tobago | 11,38    |
| 4     | Tatjana Pinto     | Deutschland         | 11,39    |
| 5     | Andreea Ogrăzeanu | Rumänien            | 11,44    |
| 6     | Nimet Karakuş     | Türkei              | 11,62    |
| 7     | Feta Ahamada      | Komoren             | 11,86    |
| 8     | Lorène Bazolo     | Republik Kongo      | 11,90    |

### Vorlauf 5

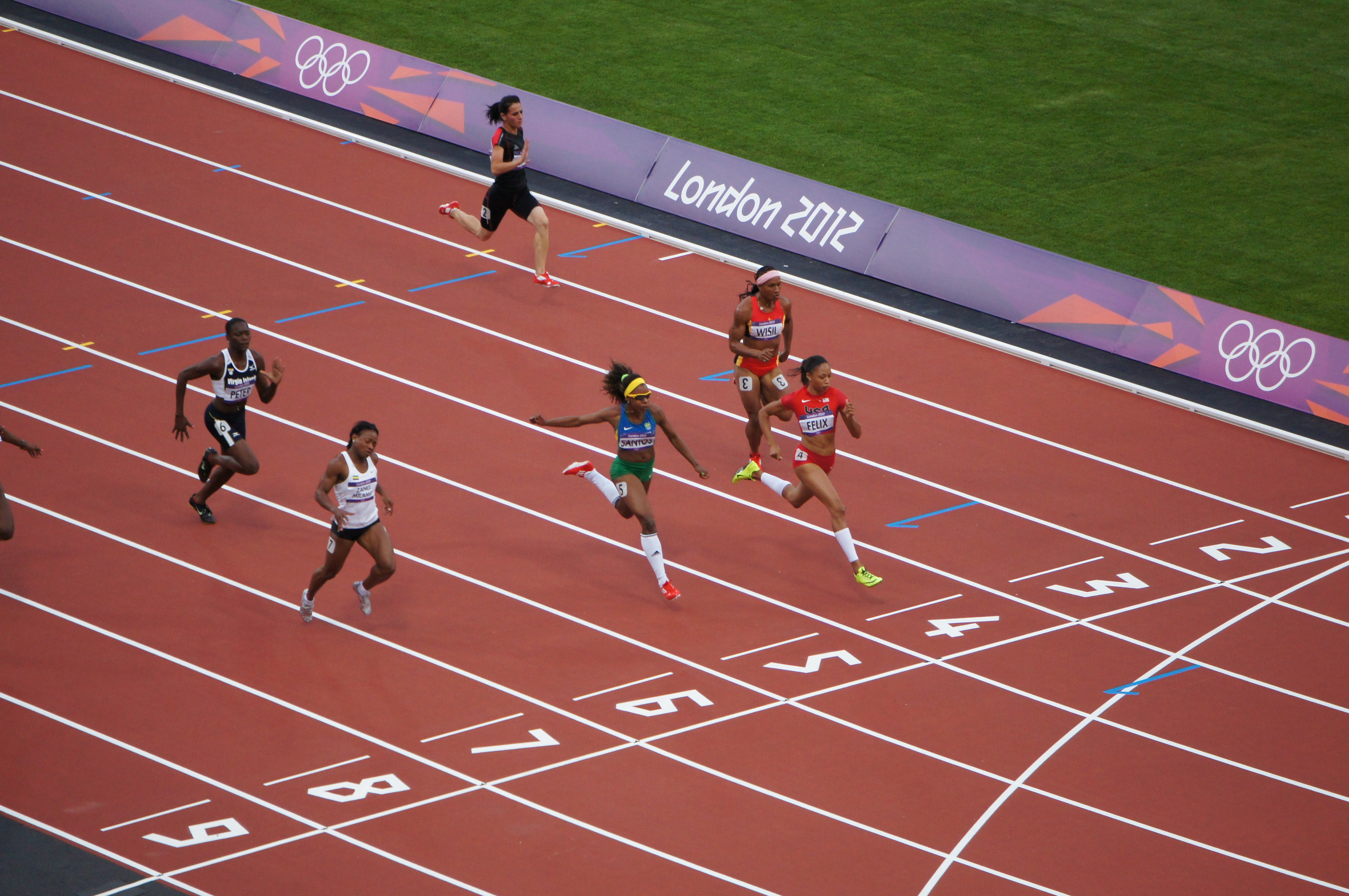
Zieleinlauf Vorlauf fünf: Dana Hussein Abdulrazak (Bahn 2), Toea Wisil (B. 3), Allyson Felix (B. 4), Rosângela Santos (B. 5), Allison Peter (B. 6), Ruddy Zang Milama (B. 7)

3. August 2012, 19:37 Uhr
Wind: +2,2 m/s
| Platz | Name                    | Nation                       | Zeit (s) |
| ----- | ----------------------- | ---------------------------- | -------- |
| 1     | Allyson Felix           | USA                          | 11,01    |
| 2     | Rosângela Santos        | Brasilien                    | 11,07    |
| 3     | Ruddy Zang Milama       | Gabun                        | 11,14    |
| 4     | Toea Wisil              | Papua-Neuguinea              | 11,27    |
| 5     | Allison Peter           | Amerikanische Jungferninseln | 11,41    |
| 6     | Véronique Mang          | Frankreich                   | 11,41    |
| 7     | Chisato Fukushima       | Japan                        | 11,41    |
| 8     | Dana Hussein Abdulrazak | Irak                         | 11,81    |

### Vorlauf 6

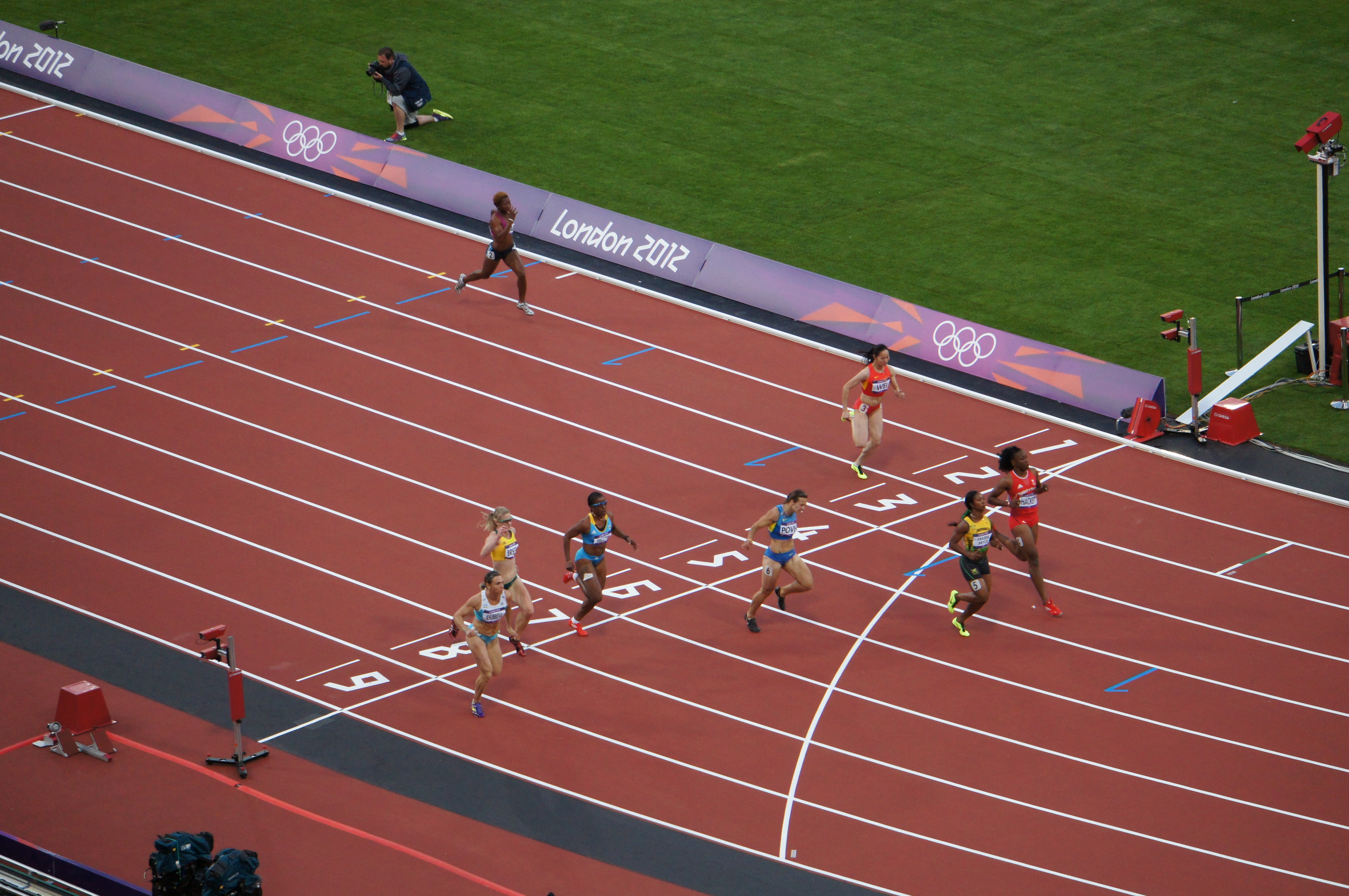
Zieleinlauf Vorlauf sechs: Bamab Napo (Bahn 2), Wei Yongli (B. 3), Semoy Hackett (B. 4), Shelly-Ann Fraser-Pryce (B. 5), Olessja Powch (B. 6), Debbie Ferguson-McKenzie (B. 7), Melissa Breen (B. 8), Goʻzal Xubbiyeva (B. 9)

3. August 2012, 19:45 Uhr
Wind: +1,5 m/s
| Platz | Name                     | Nation              | Zeit (s) | Anmerkung                                  |
| ----- | ------------------------ | ------------------- | -------- | ------------------------------------------ |
| 1     | Shelly-Ann Fraser-Pryce  | Jamaika             | 11,00    |                                            |
| 2     | Olessja Powch            | Ukraine             | 11,18    |                                            |
| 3     | Goʻzal Xubbiyeva         | Usbekistan          | 11,22    | eigentlich für das Halbfinale qualifiziert |
| 4     | Debbie Ferguson-McKenzie | Bahamas             | 11,32    |                                            |
| 5     | Melissa Breen            | Australien          | 11,34    |                                            |
| 6     | Wei Yongli               | Volksrepublik China | 11,48    |                                            |
| 7     | Bamab Napo               | Togo                | 12,35    |                                            |
| DOP   | Semoy Hackett            | Trinidad und Tobago | 11,04    | für das Halbfinale zugelassen              |

### Vorlauf 7

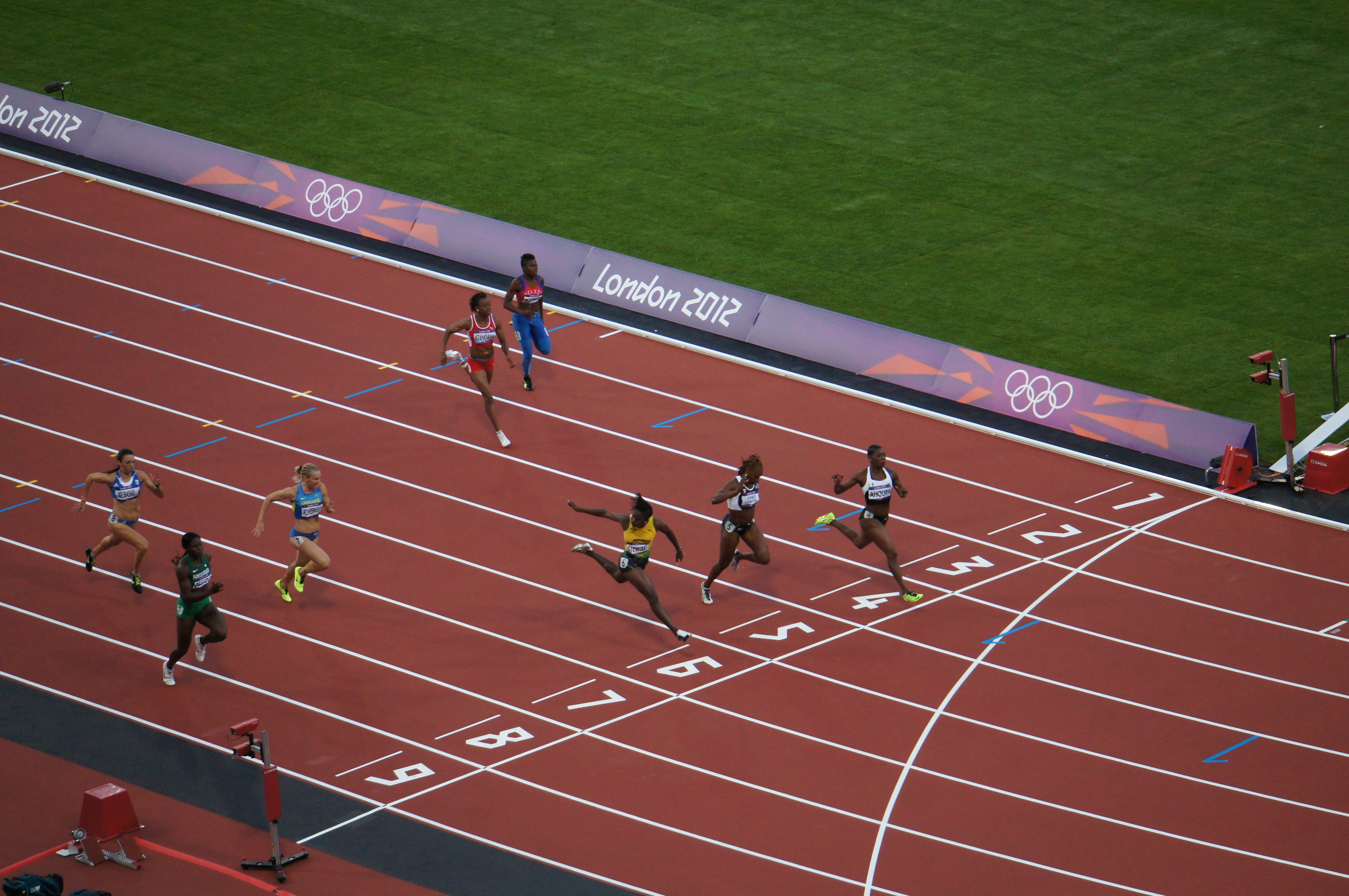
Zieleinlauf Vorlauf sieben: Kaina Martinez (Bahn 2), Atangana Atangana (B. 3), Murielle Ahouré (B. 4), Laverne Jones-Ferrette (B. 5), Kerron Stewart (B. 6), Natalija Pohrebnjak (B. 7), Maria Belimbasaki (B. 8), Oludamola Osayomi (B. 9)

3. August 2012, 19:53 Uhr
Wind: +1,3 m/s
| Platz | Name                   | Nation                       | Zeit (s) | Anmerkung |
| ----- | ---------------------- | ---------------------------- | -------- | --------- |
| 1     | Murielle Ahouré        | Elfenbeinküste               | 10,99    | NR        |
| 2     | LaVerne Jones-Ferrette | Amerikanische Jungferninseln | 11,07    | NR        |
| 3     | Kerron Stewart         | Jamaika                      | 11,08    |           |
| 4     | Oludamola Osayomi      | Nigeria                      | 11,36    |           |
| 5     | Natalija Pohrebnjak    | Ukraine                      | 11,46    |           |
| 6     | Maria Belimbasaki      | Griechenland                 | 11,63    |           |
| 7     | Delphine Atangana      | Kamerun                      | 11,82    |           |
| 8     | Kaina Martinez         | Belize                       | 11,89    |           |

## Halbfinale
In den drei Halbfinalläufen qualifizierten sich pro Lauf die ersten zwei Athletinnen für das Finale (hellblau unterlegt). Darüber hinaus kamen die zwei Zeitschnellsten, die sogenannten Lucky Loser (hellgrün unterlegt), weiter.

### Lauf 1
- Rosângela Santos – ausgeschieden
als Dritte des ersten Vorlaufs
- LaVerne Jones-Ferrette – ausgeschieden
als Vierte des ersten Vorlaufs

4. August 2012, 19:35 Uhr
Wind: ±0,0 m/s
| Platz | Name                    | Nation                       | Zeit (s) | Anmerkung |
| ----- | ----------------------- | ---------------------------- | -------- | --------- |
| 1     | Carmelita Jeter         | USA                          | 10,83    |           |
| 2     | Veronica Campbell-Brown | Jamaika                      | 10,89    |           |
| 3     | Rosângela Santos        | Brasilien                    | 11,17    |           |
| 4     | LaVerne Jones-Ferrette  | Amerikanische Jungferninseln | 11,22    |           |
| 5     | Olessja Powch           | Ukraine                      | 11,30    |           |
| 6     | Ruddy Zang Milama       | Gabun                        | 11,31    |           |
| 7     | Abiodun Oyepitan        | Großbritannien               | 11,36    |           |
| DOP   | Semoy Hackett           | Trinidad und Tobago          | 11,26    | [ 3 ]     |

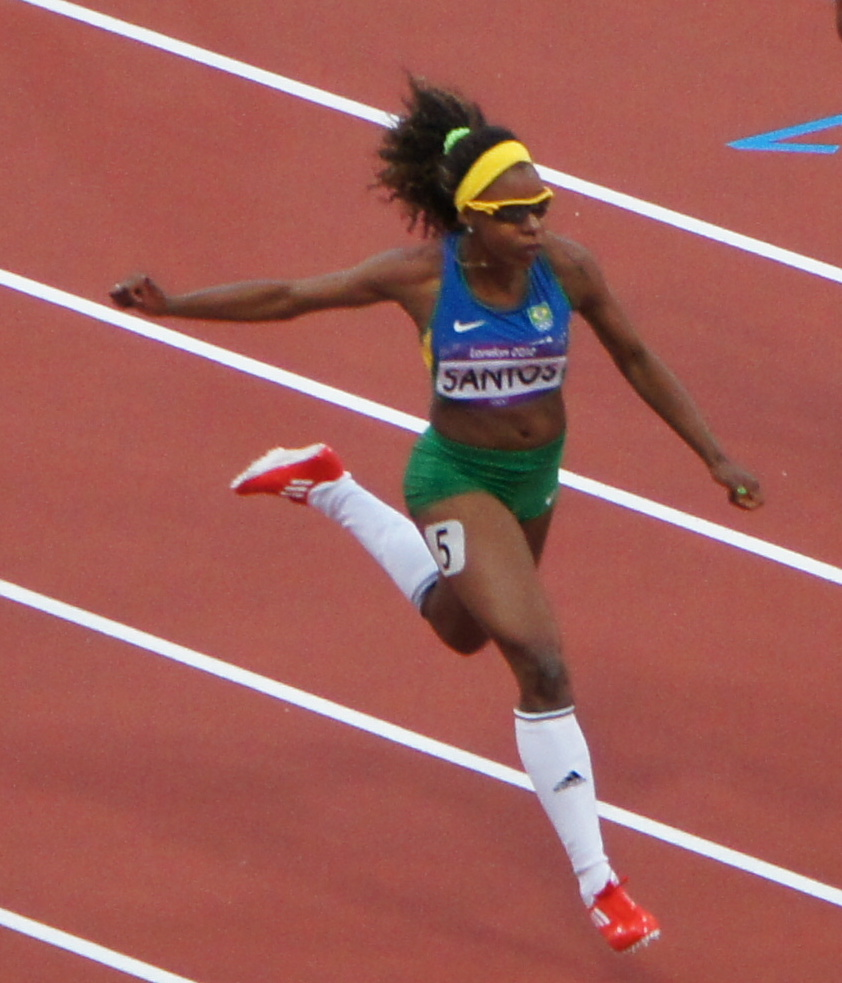
Rosângela Santos – ausgeschieden als Dritte des ersten Vorlaufs
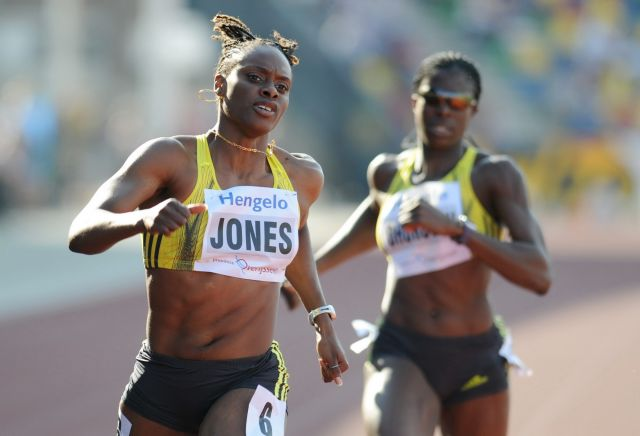
LaVerne Jones-Ferrette – ausgeschieden als Vierte des ersten Vorlaufs

Weitere im ersten Vorlauf ausgeschiedene Sprinterinnen:

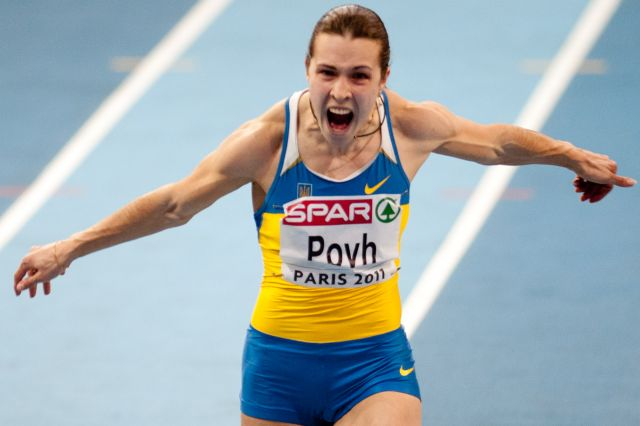
Olessja Powch – Rang fünf
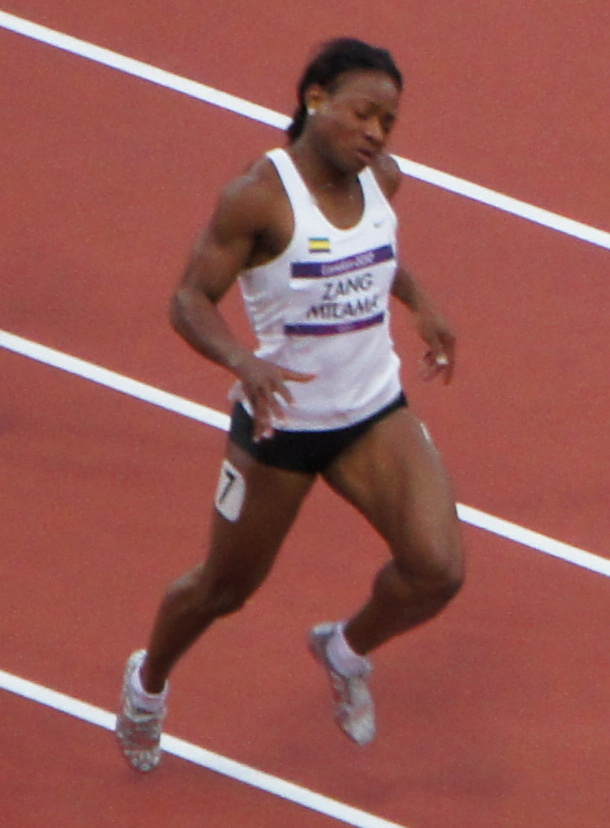
Ruddy Zang Milama – Rang sechs
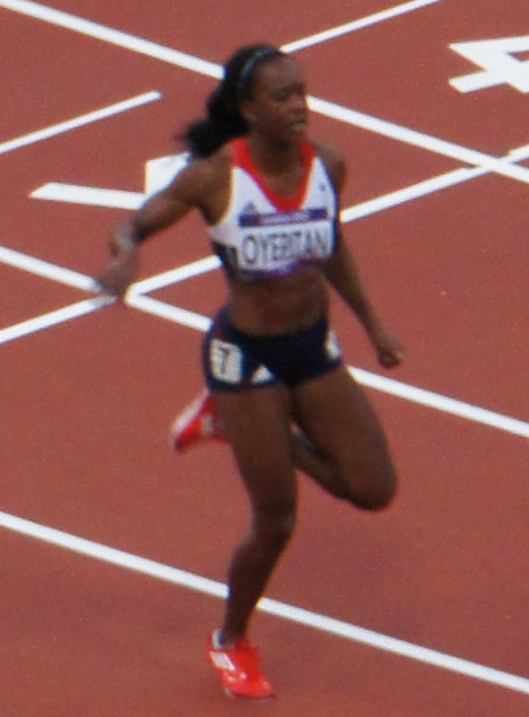
Abiodun Oyepitan – Rang sieben
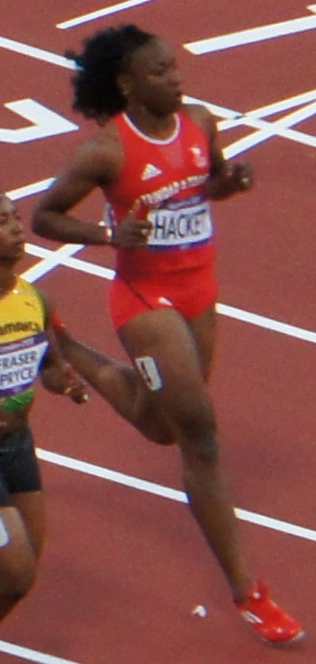
Semoy Hackett – gedopt und disqualifiziert

### Lauf 2

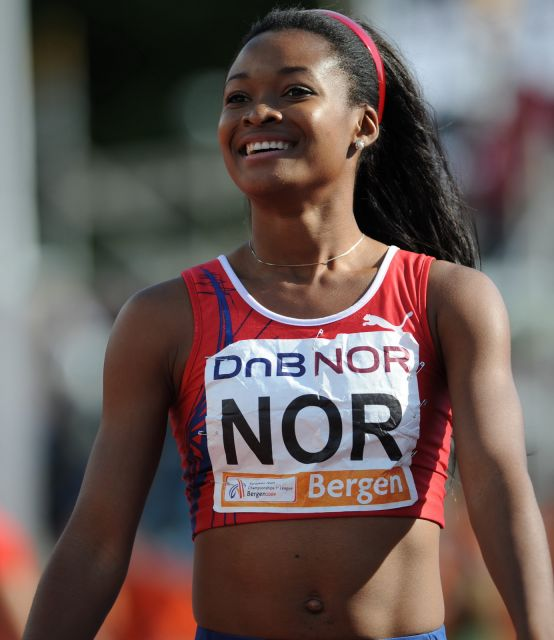
Ezinne Okparaebo – trotz norwegischen Landesrekords ausgeschieden als Vierte des zweiten Vorlaufs
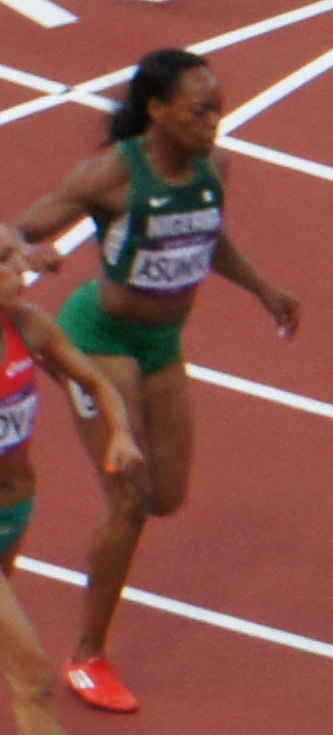
Gloria Asumnu – ausgeschieden als Fünfte des zweiten Vorlaufs

4. August 2012, 19:43 Uhr
Wind: +1,2 m/s
| Platz | Name                    | Nation              | Zeit (s) | Anmerkung |
| ----- | ----------------------- | ------------------- | -------- | --------- |
| 1     | Shelly-Ann Fraser-Pryce | Jamaika             | 10,85    |           |
| 2     | Allyson Felix           | USA                 | 10,94    |           |
| 3     | Kelly-Ann Baptiste      | Trinidad und Tobago | 11,00    |           |
| 4     | Ezinne Okparaebo        | Norwegen            | 11,10    | NR        |
| 5     | Gloria Asumnu           | Nigeria             | 11,21    |           |
| 6     | Iwet Lalowa             | Bulgarien           | 11,31    |           |
| 7     | Sheniqua Ferguson       | Bahamas             | 11,32    |           |
| 8     | Olga Bludowa            | Kasachstan          | 11,39    |           |

Weitere im zweiten Vorlauf ausgeschiedene Sprinterinnen:

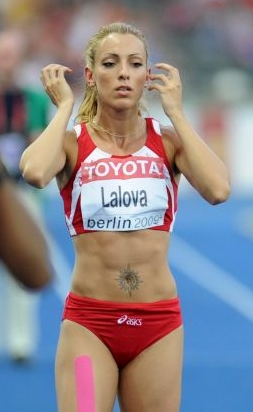
Iwet Lalowa – Rang sechs
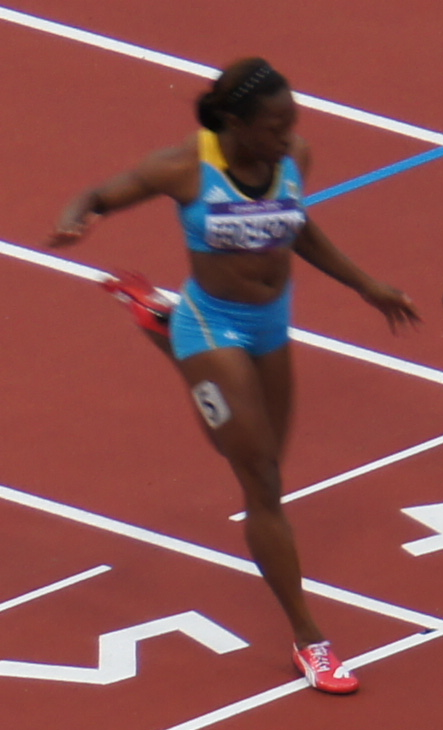
Sheniqua Ferguson – Rang sieben
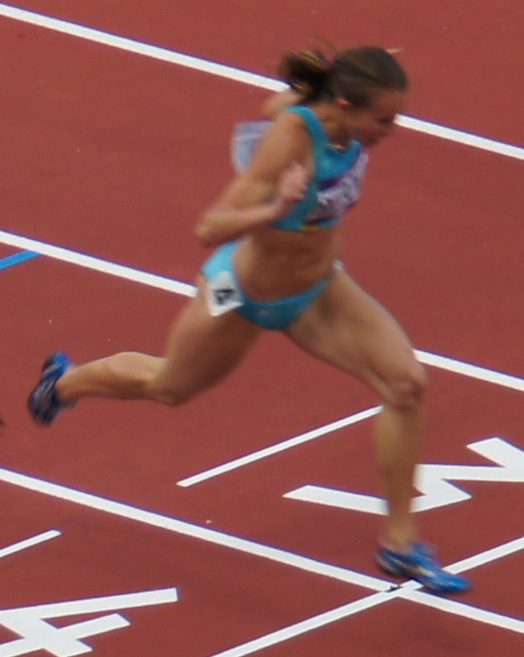
Olga Bludowa – Rang acht

### Lauf 3
- Kerron Stewart – ausgeschieden
als Vierte des dritten Vorlaufs
- Myriam Soumaré – ausgeschieden
als Fünfte des dritten Vorlaufs

4. August 2012, 19:51 Uhr
Wind: +1,0 m/s
| Platz | Name              | Nation              | Zeit (s) |
| ----- | ----------------- | ------------------- | -------- |
| 1     | Tianna Madison    | USA                 | 10,92    |
| 2     | Blessing Okagbare | Nigeria             | 10,92    |
| 3     | Murielle Ahouré   | Elfenbeinküste      | 11,01    |
| 4     | Kerron Stewart    | Jamaika             | 11,04    |
| 5     | Myriam Soumaré    | Frankreich          | 11,13    |
| 6     | Verena Sailer     | Deutschland         | 11,25    |
| 7     | Lina Grinčikaitė  | Litauen             | 11,30    |
| 8     | Michelle-Lee Ahye | Trinidad und Tobago | 11,32    |

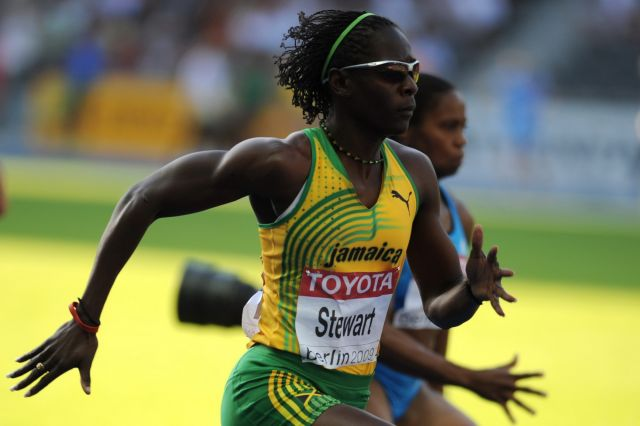
Kerron Stewart – ausgeschieden als Vierte des dritten Vorlaufs
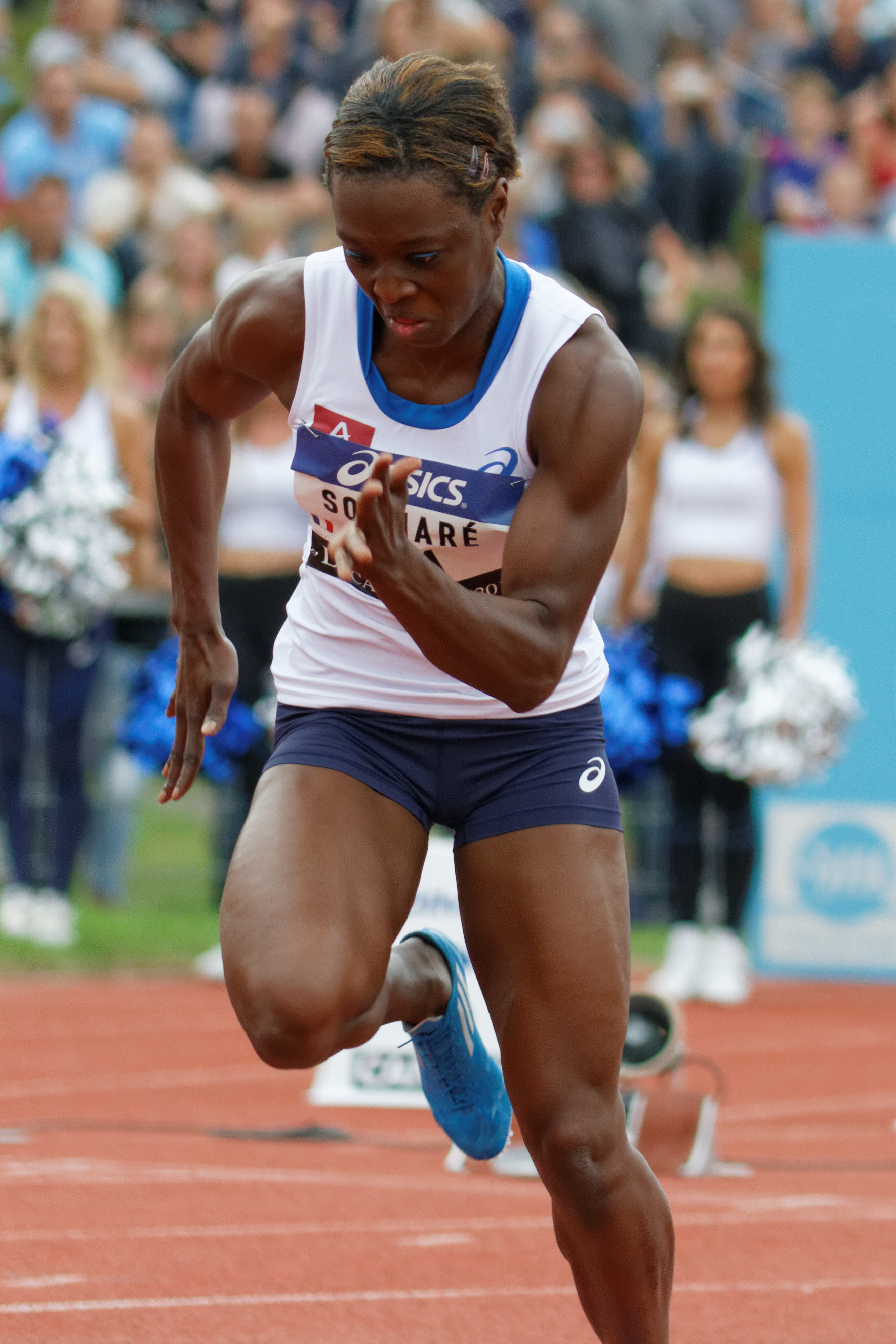
Myriam Soumaré – ausgeschieden als Fünfte des dritten Vorlaufs

Weitere im dritten Vorlauf ausgeschiedene Sprinterinnen:

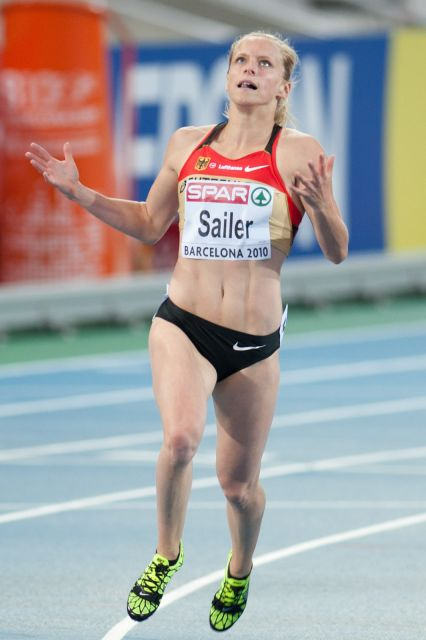
Verena Sailer – Rang sechs
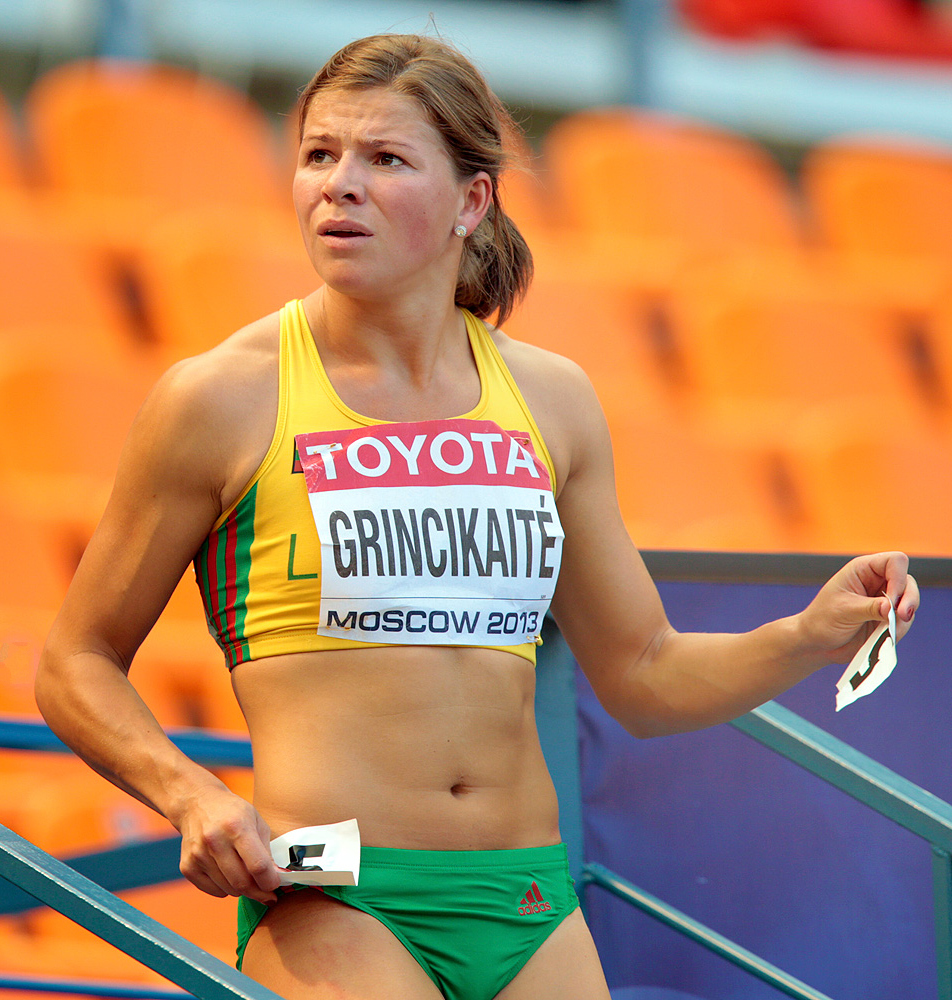
Lina Grinčikaitė – Rang sieben
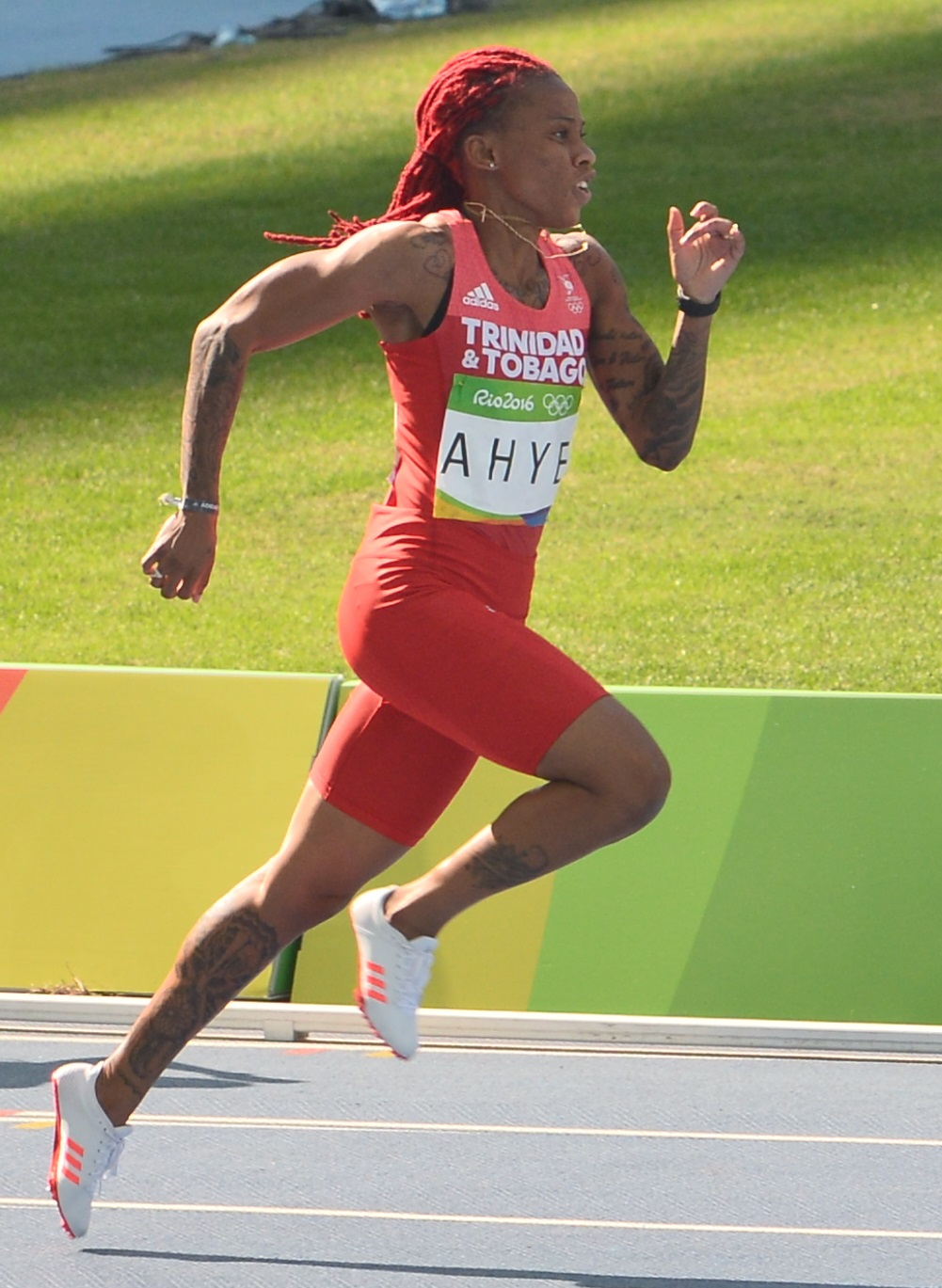
Michelle-Lee Ahye – Rang acht

## Finale
4. August 2012, 21:55 Uhr
Wind: +1,5 m/s
| Platz | Name                    | Nation              | Zeit (s) |
| ----- | ----------------------- | ------------------- | -------- |
| 1     | Shelly-Ann Fraser-Pryce | Jamaika             | 10,75    |
| 2     | Carmelita Jeter         | USA                 | 10,78    |
| 3     | Veronica Campbell-Brown | Jamaika             | 10,81    |
| 4     | Tianna Madison          | USA                 | 10,85    |
| 5     | Allyson Felix           | USA                 | 10,89    |
| 6     | Kelly-Ann Baptiste      | Trinidad und Tobago | 10,94    |
| 7     | Murielle Ahouré         | Elfenbeinküste      | 11,00    |
| 8     | Blessing Okagbare       | Nigeria             | 11,01    |

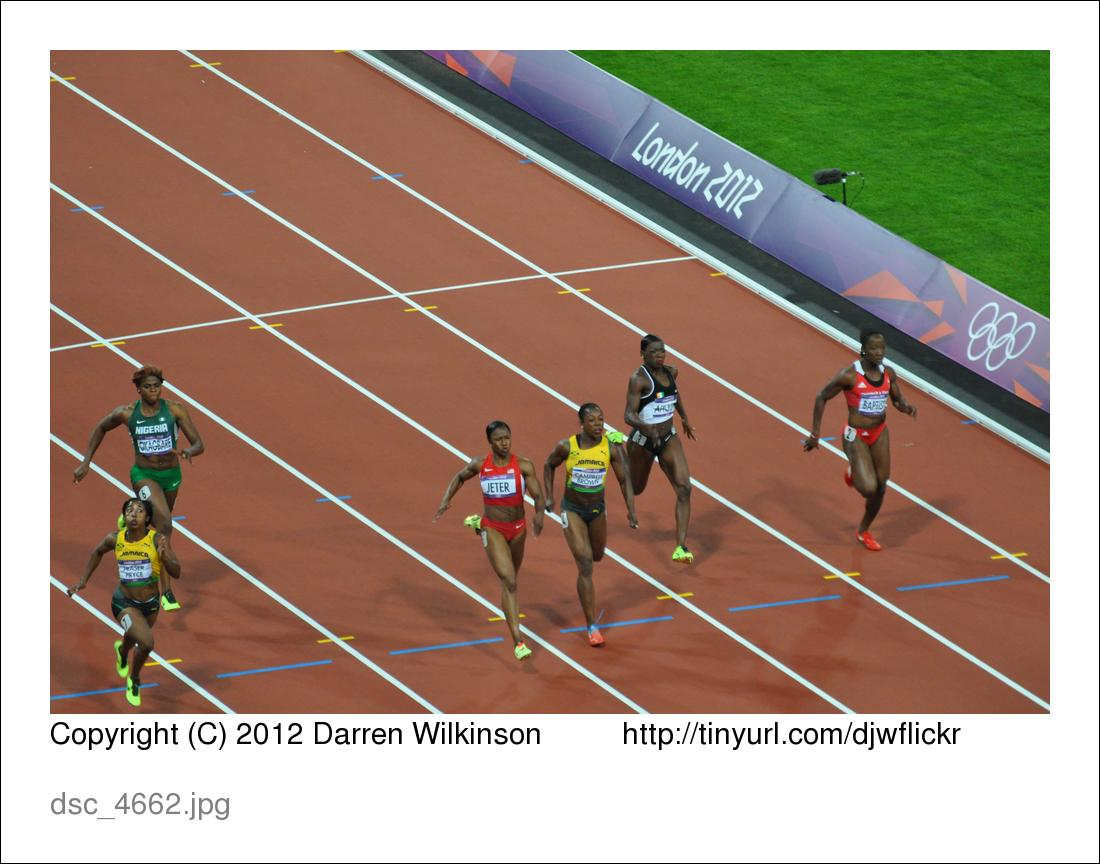
Zieleinlauf des Finales (v. r. n. l.):
Kelly-Ann Baptiste, Murielle Ahouré, Veronica Campbell-Brown,
Carmelita Jeter, Blessing Okagbare, Shelly Fraser-Pryce

Es wurde ein Dreikampf erwartet zwischen den beiden Jamaikanerinnen Shelly-Ann Fraser-Pryce, der Olympiasiegerin von 2008, und Veronica Campbell-Brown sowie der US-amerikanischen Weltmeisterin Carmelita Jeter. Auch der auf der 200-Meter-Distanz stärker eingeschätzten Allyson Felix aus den USA wurden Medaillenchancen eingeräumt.
Den besten Start im Finalrennen hatte Fraser-Pryce, doch Jeter war fast gleichauf. Erst auf den letzten zwanzig Metern konnte Fraser-Pryce den entscheidenden Vorsprung erlaufen. Sie gewann mit drei Hundertstelsekunden Vorsprung vor Jeter, die wiederum ebenfalls drei Hundertstelsekunden Vorsprung auf Campbell-Brown hatte. Felix wurde hinter der dritten US-Läuferin Tianna Madison Fünfte. Die Läuferinnen auf den Plätzen drei, vier, sechs, sieben und acht liefen in diesem Finale die jeweils schnellsten Zeiten bei Olympischen Spielen für solche Platzierungen.
Shelly-Ann Fraser-Pryce war nach Wyomia Tyus und Gail Devers die dritte Athletin, die ihren Sieg über 100 Meter bei Olympischen Spielen wiederholen konnte.

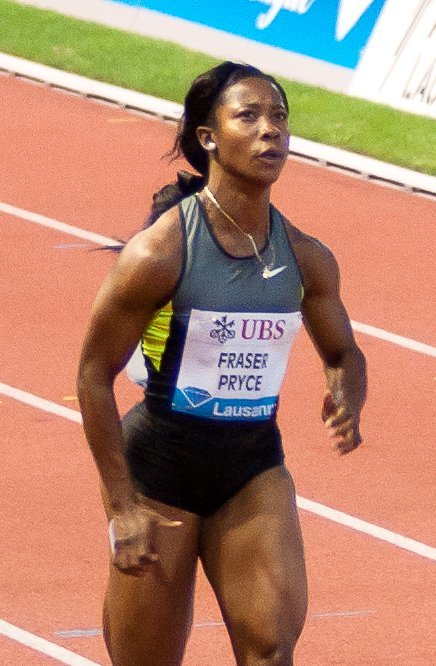
Olympiasiegerin Shelly-Ann Fraser-Pryce
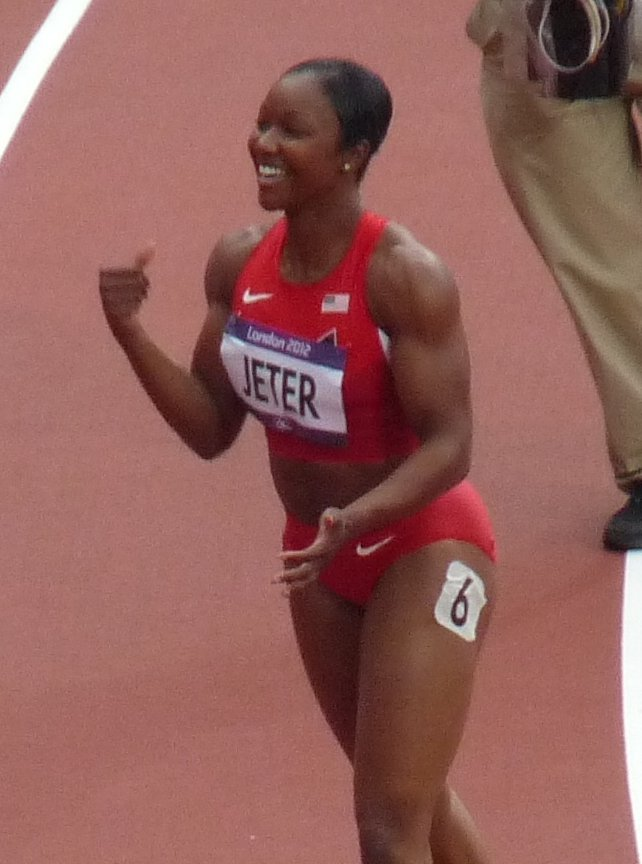
Silbermedaillengewinnererin Carmelita Jeter
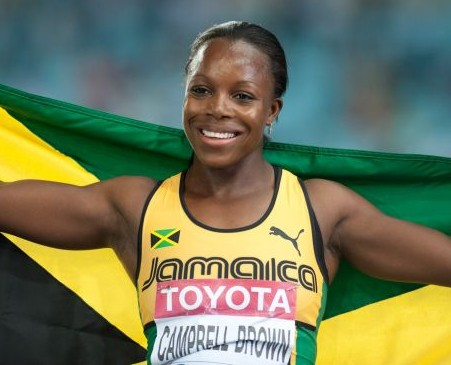
Bronzemedaillengewinnererin Veronica Campbell-Brown

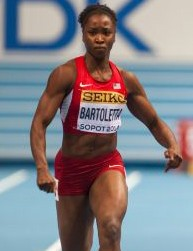
Tianna Madison belegte Rang vier
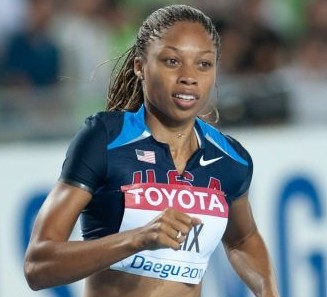
Rang fünf für Allyson Felix
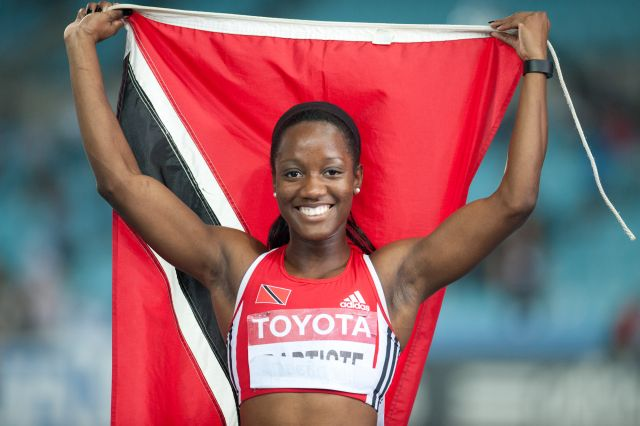
Kelly-Ann Baptiste erreichte den sechsten Platz

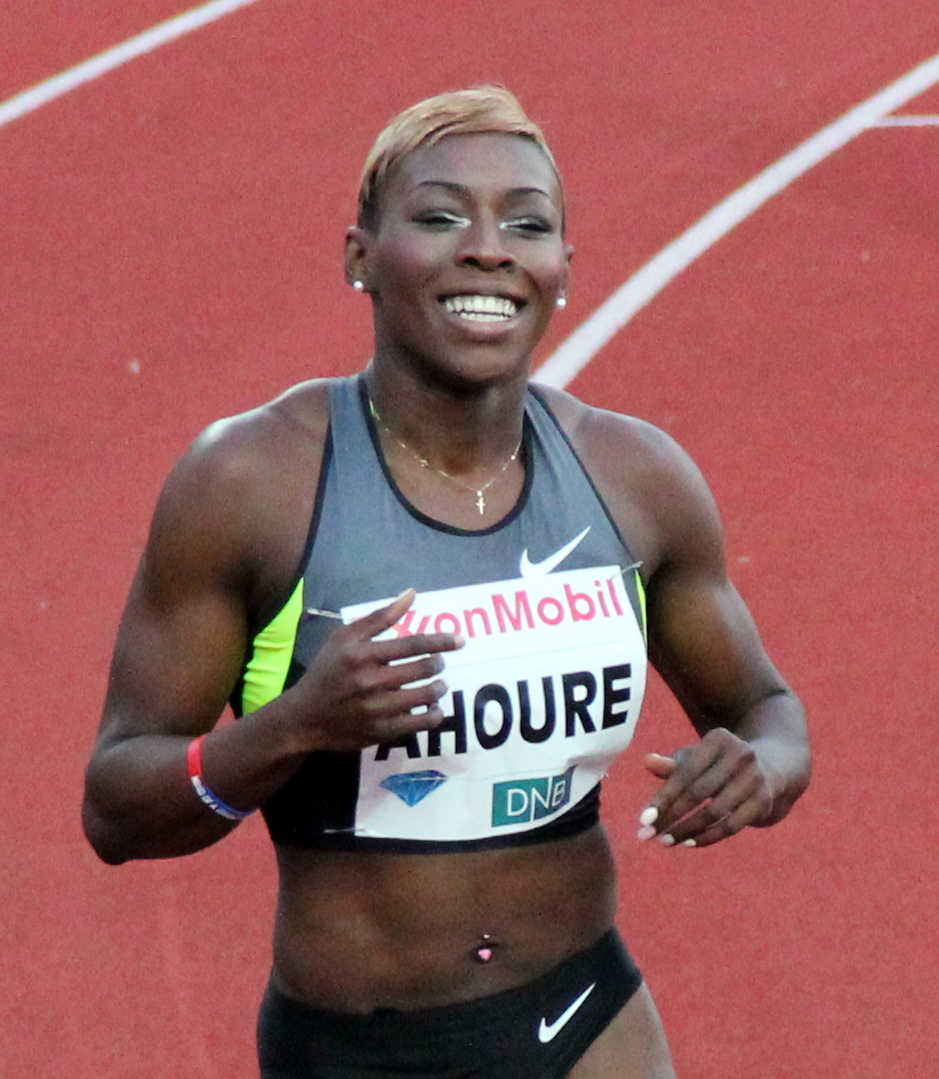
Murielle Ahouré wurde Olympiasiebte
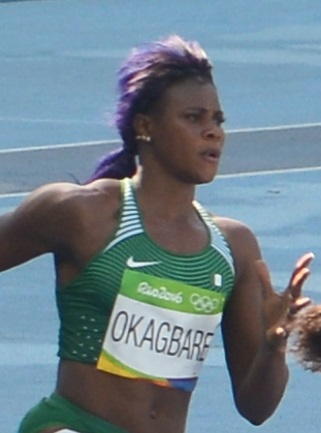
Blessing Okagbare kam auf Rang acht

## Videolinks
- Women's 100m Round 1 - London 2012 Olympics, youtube.com, abgerufen am 17. April 2022
- London 2012 Olympics Womens 100m semi final, youtube.com, abgerufen am 17. April 2022
- Women's 100m Final - London 2012 Olympics, youtube.com, abgerufen am 17. April 2022